# Liste der Kulturdenkmale in Bollingstedt
In der Liste der Kulturdenkmale in Bollingstedt sind alle Kulturdenkmale der schleswig-holsteinischen Gemeinde Bollingstedt (Kreis Schleswig-Flensburg) aufgelistet (Stand: 14. April 2025).
Die Bodendenkmale sind in der Liste der Bodendenkmale in Bollingstedt aufgeführt.

## Legende
In den Spalten befinden sich folgende Informationen:
- Objekt-ID: die Nummer des Kulturdenkmales
- Lage: die Adresse des Kulturdenkmales und die geographischen Koordinaten. Kartenansicht, um Koordinaten zu setzen. In der Kartenansicht sind Kulturdenkmale ohne Koordinaten mit einem roten Marker dargestellt und können in der Karte gesetzt werden. Kulturdenkmale ohne Bild sind mit einem blauen Marker gekennzeichnet, Kulturdenkmale mit Bild mit einem grünen Marker.
- Offizielle Bezeichnung: Bezeichnung des Kulturdenkmales
- Beschreibung: die Beschreibung des Kulturdenkmales
- Bild: ein Bild des Kulturdenkmales

## Bauliche Anlagen
| Objekt-ID    | Lage                                          | Offizielle Bezeichnung | Beschreibung | Bild            |
| ------------ | --------------------------------------------- | ---------------------- | --- | --------------- |
| 586 Wikidata | Mühlenstraße 12 (54° 35′ 28″ N, 9° 24′ 34″ O) | Ehemaliges Müllerhaus  | Alteintragung (Aktualisierung vorgesehen) - Begründung: geschichtlich, künstlerisch - Schutzumfang: gesamtes Äußeres, Gartenanlage, Gartenfiguren und Postamente - Denkmaltyp: Bauliche Anlage | Fotos hochladen |

## Quelle
- Liste der Kulturdenkmale in Schleswig-Holstein – Kreis Schleswig-Flensburg

- Karte mit allen Koordinaten:
- OSM |
- WikiMap